# مسترجسة صغرى
مسترجسة صغرى[بحاجة لمصدر] (الاسم العلمي: Sordaria minima) هي نوع من الفطريات تتبع جنس المسترجسة من الفصيلة المسترجسية